# Lebaksari (Wonorejo)
Lebaksari is een bestuurslaag in het regentschap Pasuruan van de provincie Oost-Java, Indonesië. Lebaksari telt 2888 inwoners (volkstelling 2010).